# Zadni Płaczliwy Żleb

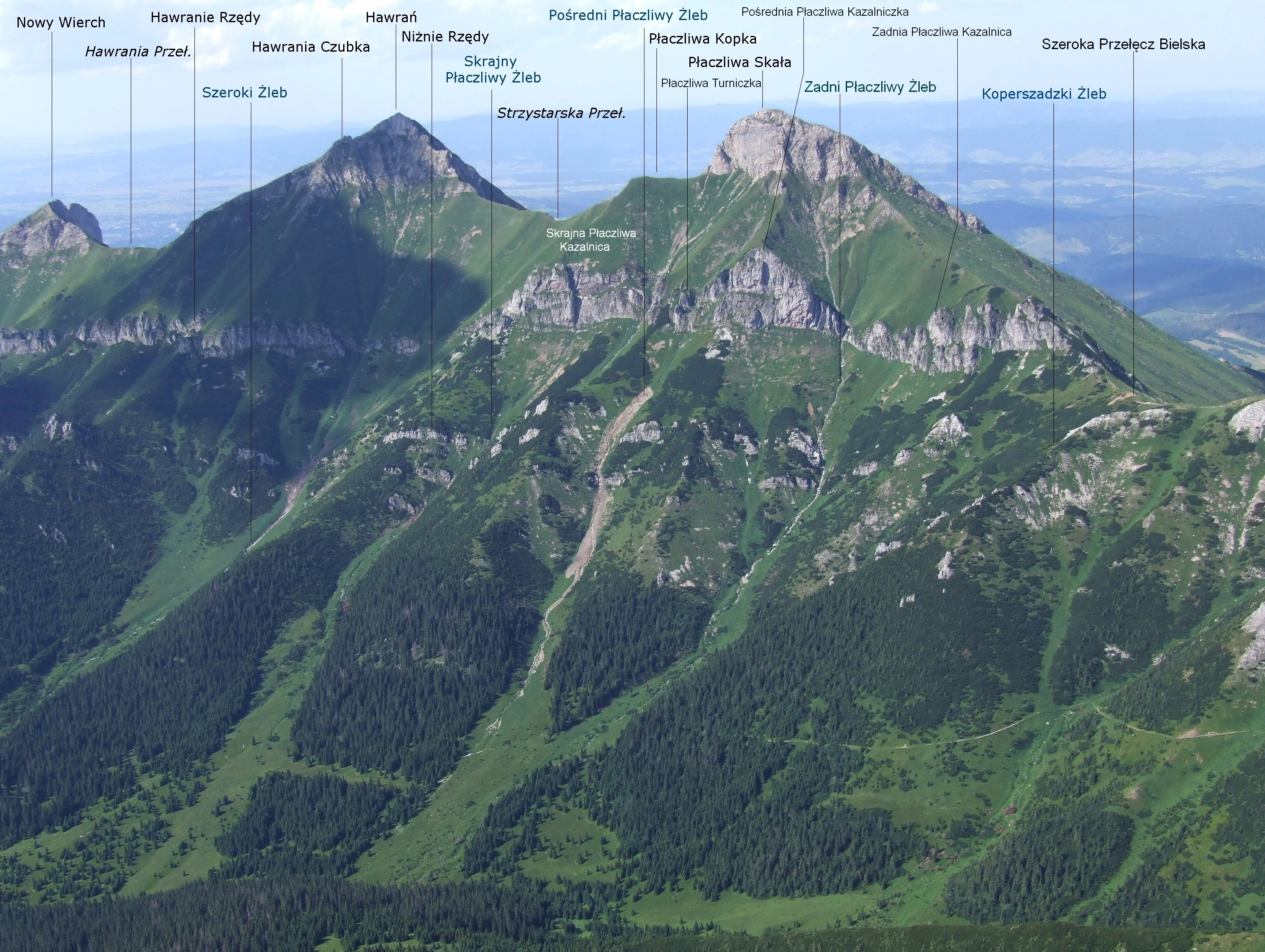
Widok z Jagnięcego Szczytu

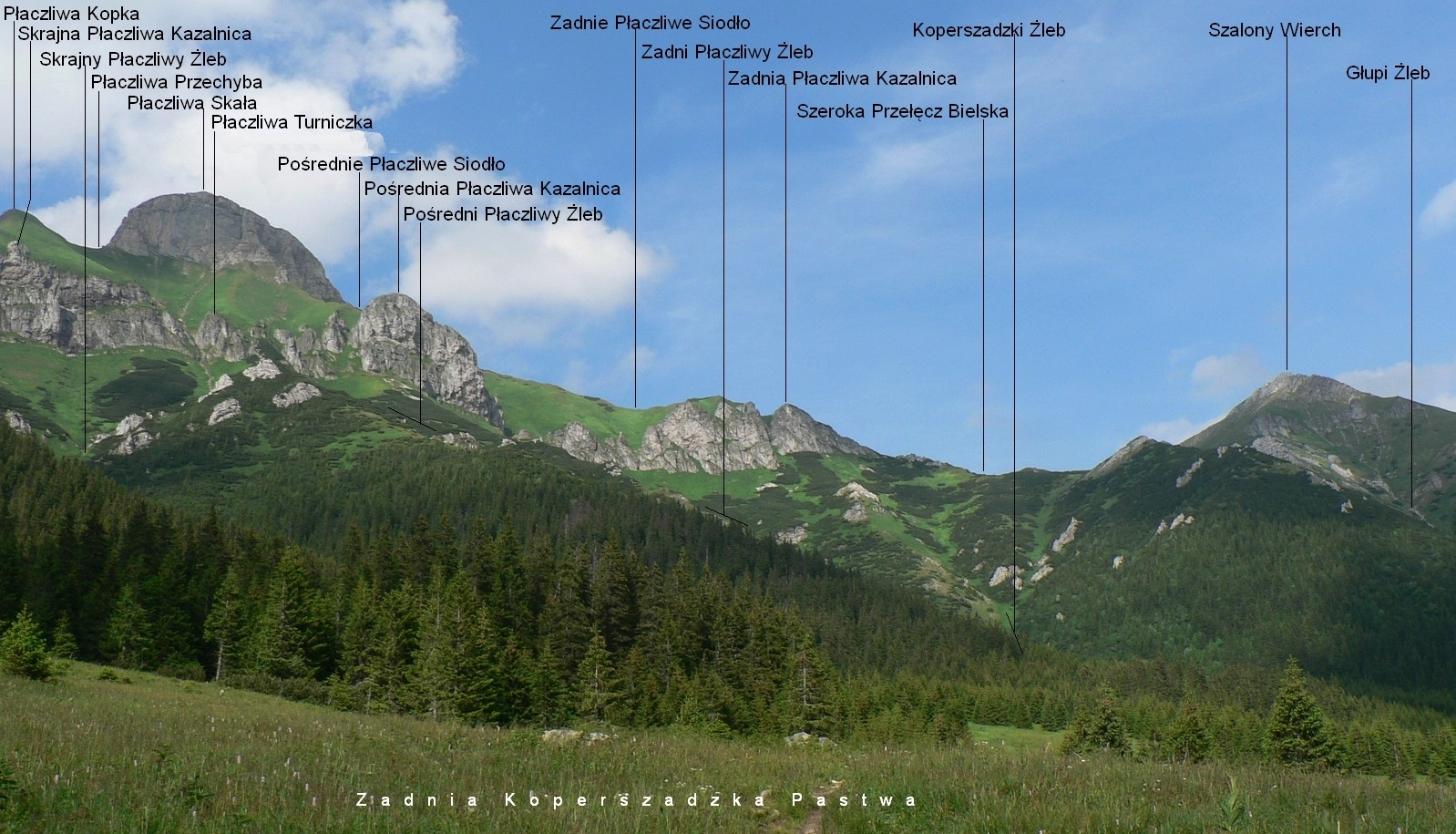

Zadni Płaczliwy Żleb – jeden z trzech Płaczliwych Żlebów na południowych, opadających do Doliny Zadnich Koperszadów stokach Płaczliwej Skały w słowackich Tatrach Bielskich. Jest wśród nich najbardziej wysunięty na wschód. Zaczyna się pod wysokim murem skalnym zachodniej części południowej ściany Płaczliwej Skały, następnie przecina Wyżnie Rzędy Bielskie pomiędzy Pośrednią i Zadnią Płaczliwą Kazalnicą, następnie Niżnie Rzędy Bielskie i zanika na północnym obrzeżu Zadniej Koperszadzkiej Pastwy.
Obramowanie żlebu tworzą dwie grzędy opadające z Płaczliwej Skały. Grzędy te dołem porasta las, wyżej kosodrzewina, a u samej góry są trawiasto-skaliste. Żleb dołem jest mało stromy, górą stromy, jego dno jest szerokie, zwęża się tylko w dwóch miejscach – gdy żleb przeciska się między Płaczliwymi Kazalnicami i Niżnimi Rzędami. W miejscach tych tworzy dwie wąskie skalne gardziele. W najwyższej części żleb tworzy szeroki, trawiasty i stromy cyrk lodowcowy. Zimą gromadzi się w nim duża ilość śniegu. Schodzące żlebem lawiny nie pozwalają na rozwój drzew i kosodrzewiny, wskutek czego dno żlebu jest trawiasto-piarżyste. Żleb stanowi duże zagrożenie lawinowe. 
Dolną część Zadniego Płaczliwego Żlebu przecina znakowany szlak turystyczny. Około 150 m powyżej tego szlaku z prawej (patrząc od dołu) strony uchodzi do niego Koperszadzki Żleb, a nieco wyżej z lewej strony odgałęzia się mniej wybitna odnoga prowadząca wprost pod południową ścianę Pośredniej Kazalnicy. Przejście Zadnim Płaczliwym Żlebem pod skalny  mur Płaczliwej Skały jest łatwe (0+ w skali tatrzańskiej, 1.30 h), jednak jest to zamknięty dla turystów i taterników obszar ochrony ścisłej.

## Szlaki turystyczne
Chociaż żleb znajduje się na obszarze ochrony ścisłej, przecina go szlak turystyczny na Przełęcz pod Kopą, zatem na tej drodze jest dostępny dla turystów.
  – od Rozdroża pod Muraniem przez Polanę pod Muraniem (Gałajdówkę) i całą długość doliny na Przełęcz pod Kopą. Czas przejścia: 2:30 h, ↓ 2 h